# Hervé Bentégeat
Pour les articles homonymes, voir Bentégeat.
Hervé Bentégeat est un écrivain, auteur dramatique et journaliste français.
Issu d'une famille de militaires (son cousin est le général Henri Bentégeat, ancien chef d'état-major des armées), il est l’auteur de plusieurs romans, parmi lesquels La Fuite à Baden. Son adaptation en téléfilm a été couronnée par le Grand prix du Festival de Luchon présidé par Claude Lelouch en 2009. Il a écrit des pièces de théâtre, dont Meilleurs alliés, qui a reçu le prix du Jeune Théâtre de l’Académie Française en 2019.

## Biographie
Diplômé de Sciences Po Paris, titulaire d’une maitrise de lettres et d’une licence en droit, il débute comme analyste financier avant de devenir journaliste au Nouvel Économiste et à l’Expansion. Il a été grand reporter au Point, puis rejoint le Figaro comme rédacteur en chef adjoint.
Il effectue des reportages dans le monde entier (Europe de l’Est, Sibérie, Asie du Sud-Est, Amérique latine…), dont il tirera des ouvrages (La Transsibérienne, Ho l’enfant dragon, le Roman de Prague, Le Mékong, Voyages d’écrivains), et rédige de nombreux portraits de responsables politiques et économiques, d’artistes et d’écrivains : Jacques Delors président de la Commission Européenne, Pierre de Boissieu secrétaire général du Conseil de l'Union Européenne, Alain Madelin ministre de l'Économie et des Finances, Jean-Claude Trichet président de la Banque centrale européenne (BCE), Valery Gergiev directeur du théatre Mariinski à Saint-Pétersbourg et de l'orchestre symphonique de Londres, Bernard-Henri Levy, Guillaume Depardieu, Régis Debray, Svetlana Alexievitch, prix Nobel de littérature en 2015.
Il a été membre du jury de l’École nationale supérieure des Postes et Télécommunications, et directeur de collection chez Albin Michel.

## Œuvre littéraire

### Romans et essais
- 2000 : Un Traitre, éditions Anne Carrière[3]

- 2004 : La Transsibérienne, éditions Plon[4]

- 2006 : Ho, l’enfant dragon, éditions Robert Laffont[5], sélectionné pour le Prix Marcel Pagnol

- 2006 : La Fuite à Baden, éditions Ramsay[6]. L’adaptation en téléfilm a été couronnée par le Grand prix du Festival de Luchon en 2009 [7]

- 2007 : Le Roman de Prague, éditions du Rocher[8]

- 2012 : Le Roman de la Gauche, éditions du Rocher [9]

- 2014 : Et surtout, pas un mot à la Maréchale…, éditions Albin Michel[10]

- 2016 : Louis XIV amoureux, éditions Rabelais[11]

### Théâtre
- 2017 : Meilleurs Alliés, un face-à-face entre De Gaulle et Churchill, mis en scène de Jean-Claude Idée[12], joué plus de 300 fois, au Petit Montparnasse, à Paris, en Belgique et au Liban
- 2019 : Le dernier amour d’Einstein[13], lu au Festival de lecture d'Avignon, à Bruxelles, et au Théâtre 14 à Paris
- 2021 : Christian Dior et moi[14]

- 2022 : Élysée[15], avec Christophe Barbier[16], Emmanuel Dechartre, Adrien Melin et Alexandra Ansidei, mise en scène de Jean-Claude Idée
- 2024: À coeur perdu, adapté du récit d'Emmanuelle de Boysson : Un coup au coeur.

## Pour approfondir